# Slatina, Kladno
Slatina là một làng thuộc huyện Kladno, vùng Středočeský, Cộng hòa Séc.